# Годлюк, Герман Николаевич
Герман Николаевич Годлюк (род. 11 августа 1992, Москва) — российский регбист, Мастер спорта России, фулбэк (замыкающий) команды «Слава» и сборной России.

## Биография

### Клубная карьера
Регби начал заниматься в 2003 году. Первый тренер - Андрей Анатольевич Черевичный. За «Славу» дебютировал в 2012 году. На протяжении следующих шести лет защищал цвета москвичей. В 2018 году перешёл в «ВВА-Подмосковье». Вместе с командой Герман стал победителем Чемпионата России по регби-7 (2018), бронзовым призёром Чемпионата России по регби (2018).

### Карьера в сборной
В сборной России по регби-15 дебютировал в 2012 году против Украины. Следующий вызов получил лишь в 2018 году. Серебряный призёр Кубка Наций World Rugby 2019 года, отметился там дебютной попыткой против второй сборной Аргентины (Аргентина XV).

## Достижения
- Бронзовый призёр Чемпионата России по регби (2018)
- Чемпион России по регби-7 (2018)
- Серебряный призёр Кубка Наций (2019)